# Labastide-de-Virac
Labastide-de-Virac é uma comuna francesa na região administrativa de Auvérnia-Ródano-Alpes, no departamento de Ardèche. Estende-se por uma área de 23,32 km². Em 2010 a comuna tinha 311 habitantes (densidade: 13,3 hab./km²).